# 譚延闓內閣
譚延闓內閣成立於1928年10月8日。該內閣為中華民國國民政府的首任行政院內閣，由行政院院長譚延闓負責組閣。1930年9月22日，譚延闓腦溢血去世，由中華民國財政部部長宋子文代理院長，內閣並未改組。隔年，才由第一次蔣中正內閣重新接替。

## 內閣成員
- 行政院院長：譚延闓（ 中國國民黨）
- 行政院副院長：馮玉祥（ 中國國民黨）
- 內政部部長：閻錫山（ 中國國民黨）
- 外交部部長：王正廷（ 中國國民黨）
- 財政部部長：宋子文（ 中國國民黨）
- 軍政部部長：馮玉祥（ 中國國民黨）
- 海軍部部長：楊樹莊
- 教育部部長：蔣夢麟（ 中國國民黨）
- 交通部部長：王伯群
- 鐵道部部長：孫科（ 中國國民黨）
- 工商部部長：孔祥熙（ 中國國民黨）
- 農礦部部長：易培基（ 中國國民黨）
- 衛生部部長：薛篤弼（ 中國國民黨）
- 建設委員會委員長：張人傑（ 中國國民黨）
- 蒙藏委員會委員長：閻錫山（ 中國國民黨）
- 僑務委員會委員長：林森（ 中國國民黨）
- 禁煙委員會委員長：張之江（ 中國國民黨）